# Kamalpur (Kathiawar)
Kamalpur fou un petit estat tributari protegit a l'agència de Kathiawar, prant de Jhalawar, a la província del Gujarat, presidència de Bombai, format per un sol poble amb dos tributaris separats. L'única població, Kamalpur, estava situada a 25 km a l'est de l'estació de Limri. La població el 1881 era de 558 habitants. Els ingressos el 1876 s'estimaven en 270 lliures i 77 lliures es pagaven com a tribut al govern britànic.